# Freno di bocca

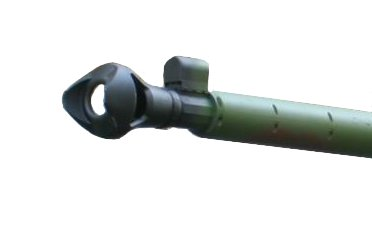
Il freno di bocca del cannone da 105 mm su una AMX-10RC

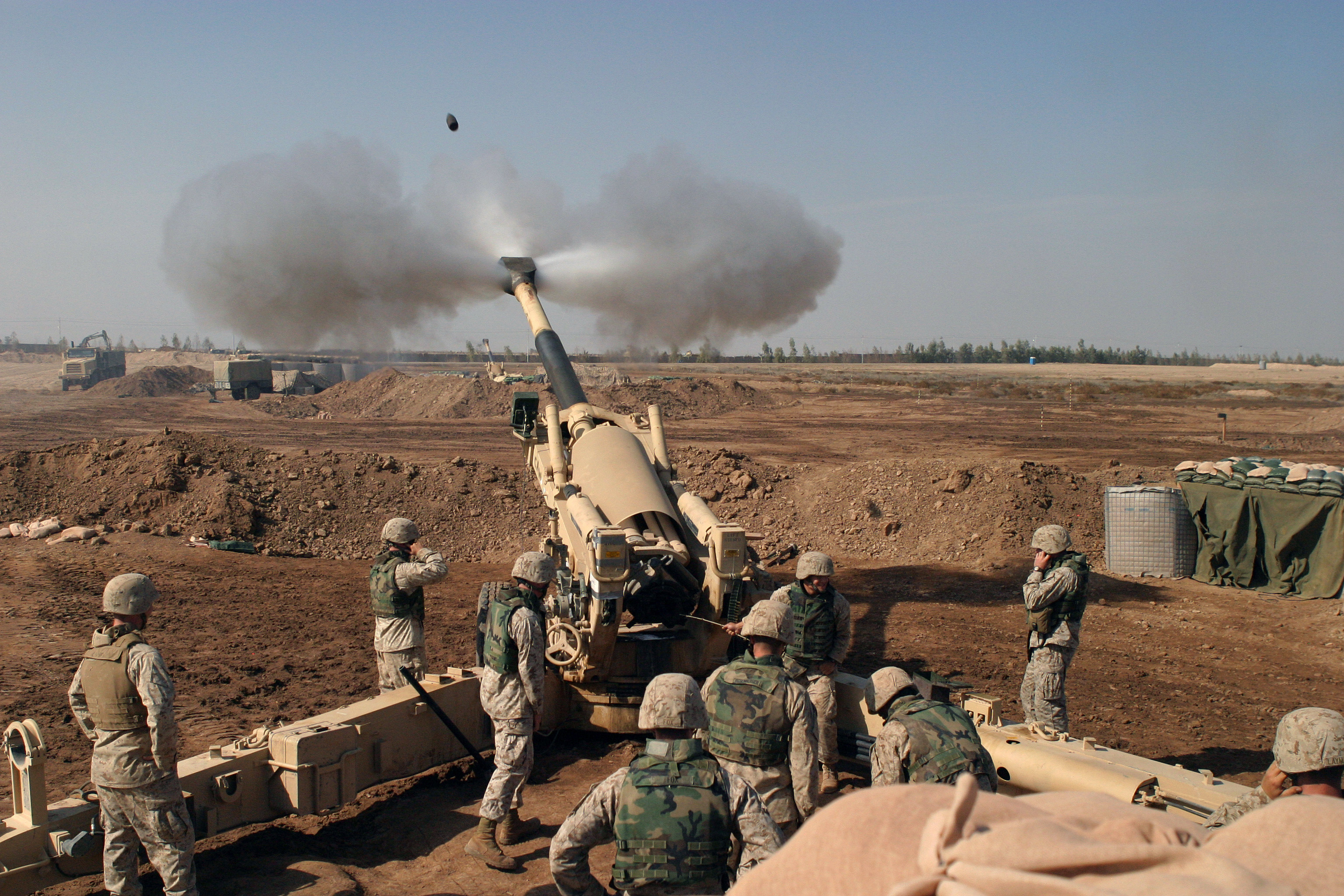
Il freno di bocca di un M198 che fa uscire gas combusti ai lati

Il freno di bocca, detto anche freno di volata o compensatore è uno strumento posto sulla volata di una bocca da fuoco, che sia fucile, pistola o cannone, per redirezionare i gas in uscita diminuendo sia il rinculo che il rilevamento della canna dopo lo sparo. I freni di bocca sono molto utilizzati in combattimento ed in competizioni di tiro a tempo, e di solito sono posti su armi da fuoco che sparano proiettili di grandi dimensioni (quali fucili da caccia grossa o anti-materiale), ed anche su di alcuni pezzi da artiglieria e cannoni da carro armato.

## Tecnica

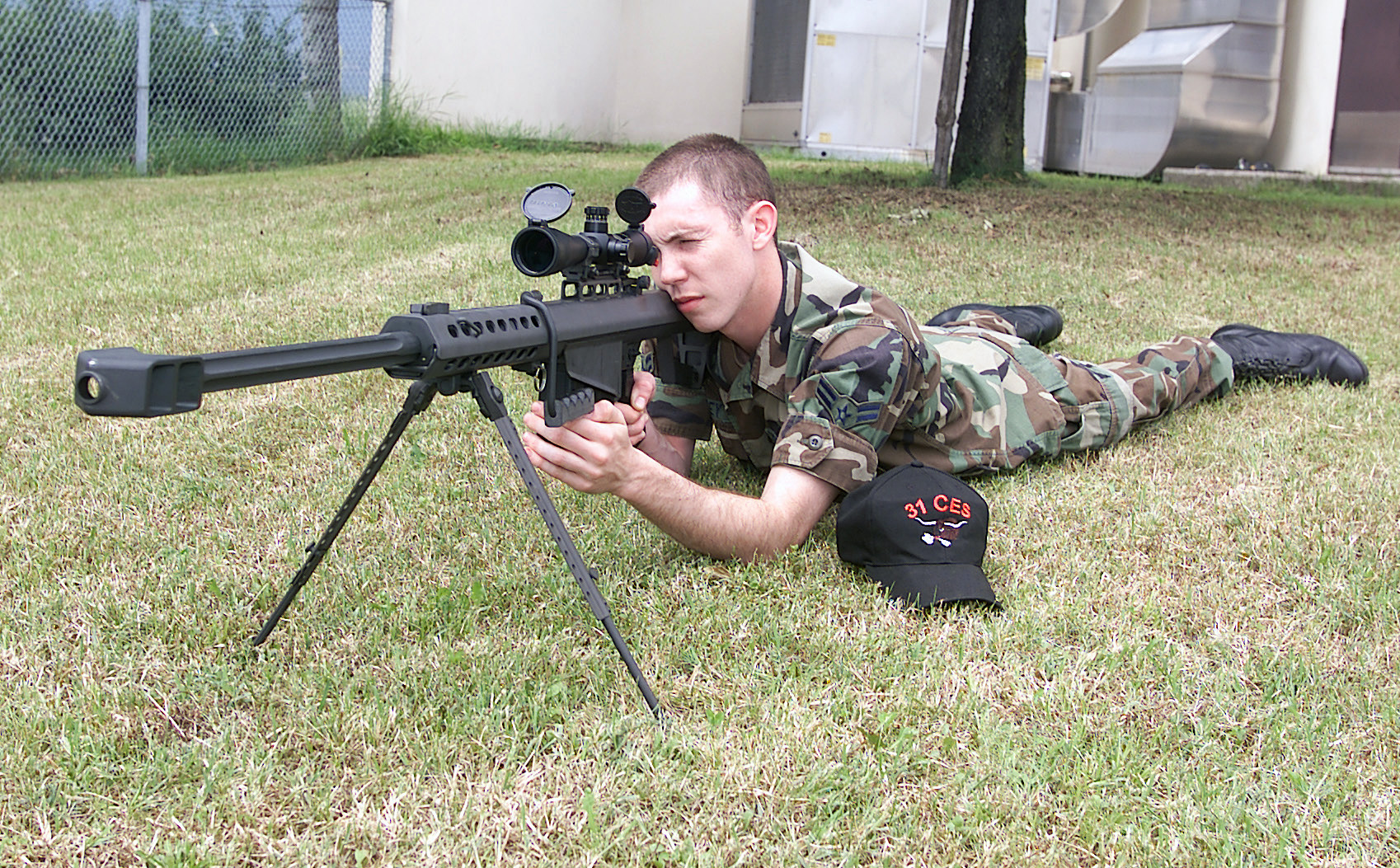
Prominente freno di bocca del Barrett M82

Il concetto dei freni di bocca è piuttosto semplice. Uno dei modelli più semplici è quello montato sui cannoni da 90 mm del carro armato M47 Patton. Questo consiste in un corto pezzo di tubo posto perpendicolarmente alla canna, in volata. L'idea è di ridirezionare e controllare l'uscita dei gas della combustione che seguono il proiettile.
Nei modelli convenzionali, i gas sono fatti uscire ad un certo angolo rispetto alla canna. Questo crea una forza che aiuta a contrastare il movimento indietro dell'arma oltre che l'alzamento dopo lo sparo. La massa e la velocità dei gas in uscita sono tali da spingere l'arma nella direzione opposta al rinculo. Sul fucile d'assalto AKM, il freno è angolato leggermente a destra per contrastare il movimento laterale dell'arma durante lo sparo.

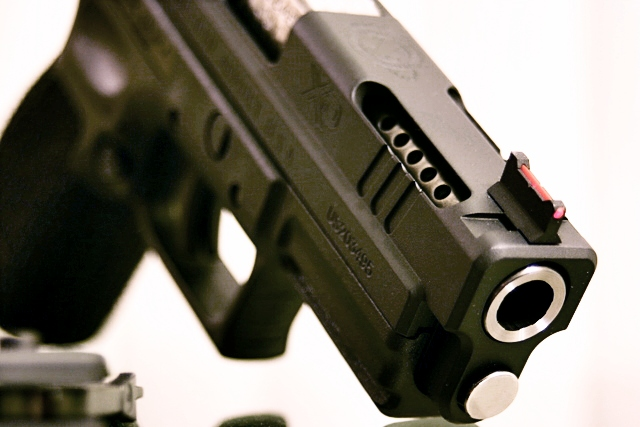
Una XD-40 V-10 modificata della Springfield-Armory, che mostra il compensatore sulla canna

Un altro modo di rindirizzare i gas è mediante  compensatori. consiste nel creare dei forellini appositamente studiati della parte finale della canna. Questi fanno uscire i gas verso l'alto, ai lati del mirino, così da compensare l'alzo della canna. È una applicazione della terza legge della dinamica. I compensatori sono più spesso usati nei fucili a canna liscia, pistole Magnum e pistole da tiro rapido, oltre che in fucili d'assalto con il tiro a raffiche di tre. Nella maggior parte dei casi però il contributo alla precisione è minimo se non nullo.
Un'altra strategia consiste nel rallentare i gas in uscita, con l'utilizzo di un silenziatore.

## Costruzione
I metodi più semplici di realizzazione consistono nel tagliare la volata diagonalmente, o nel praticare dei forellini al termine della canna.
I modelli più avanzati usano gabbie, superfici e camere di espansione per rallentare i gas; a volte le camere sono fornite di aperture, producendo una gabbia allungata.

## Caratteristiche

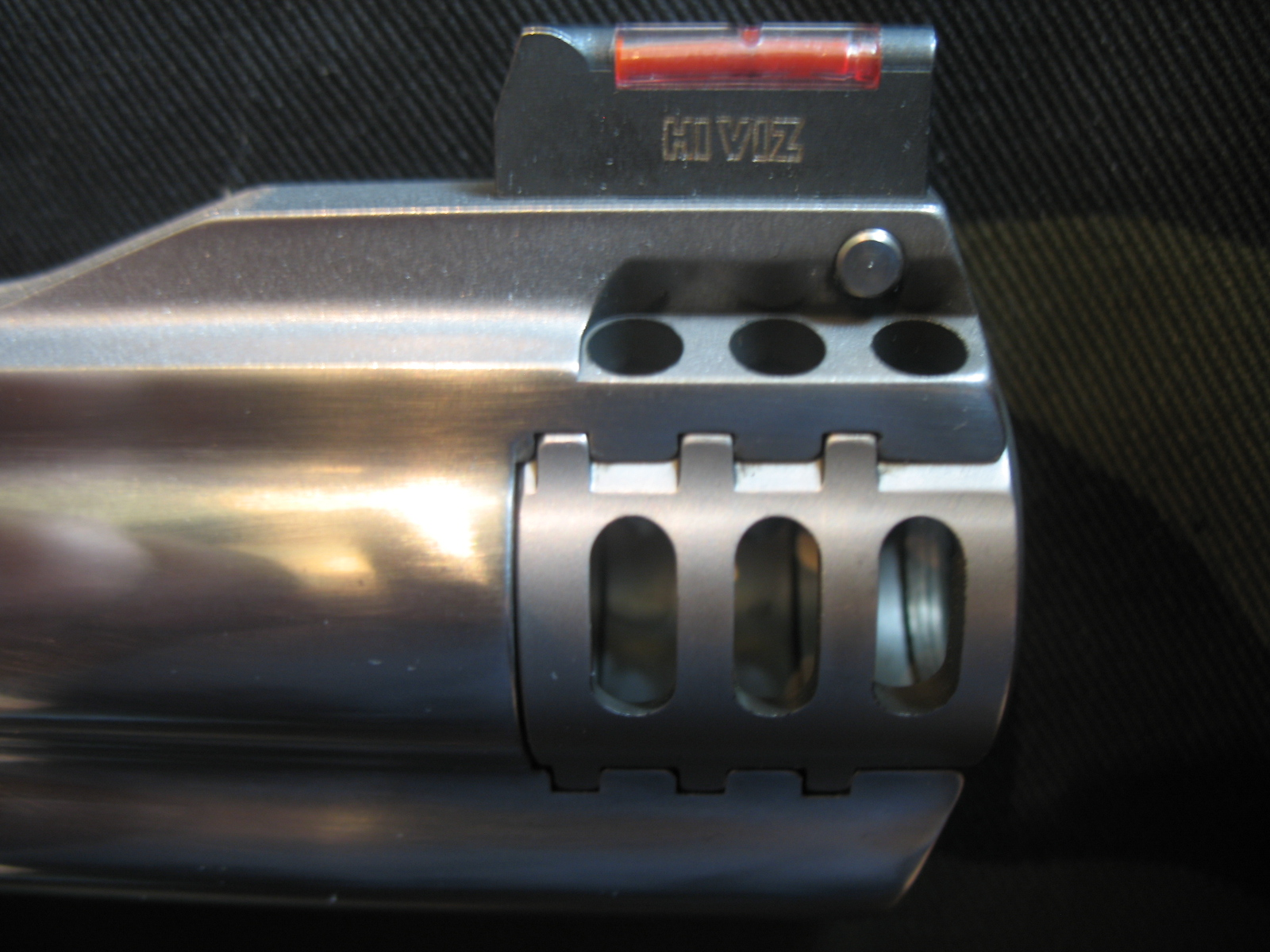
Il freno della Smith & Wesson Model 500

L'adozione di un freno di bocca comporta sia vantaggi che svantaggi.

### Vantaggi
Viene spesso misurata una diminuzione tra il 10% ed il 50% di forza di rinculo grazie a un freno di bocca, anche se alcuni produttori dichiarano che la percentuale sia ancora maggiore. Perché il freno funzioni bene serve un grande volume di gas e sufficiente velocità e pressione in volata per ottenere una buona riduzione di rinculo. Questo significa che cartucce dal proiettile largo con tanto propellente funzionano meglio rispetto a cartucce più piccole.
Un altro effetto è di ridurre l'alzo della canna dopo lo sparo, permettendo un più veloce riallineamento della linea di mira. Nei fucili più piccoli, questo permette anche all'operatore di vedere l'impatto del proiettile attraverso il mirino telescopico, e in quelli più grandi diminuiscono la probabilità dello stesso di colpire l'occhio e la testa del tiratore. In più diminuisce la fatica del tiratore e l'abitudine di anticipare il rinculo, un comportamento comune che diminuisce l'accuratezza.

### Svantaggi

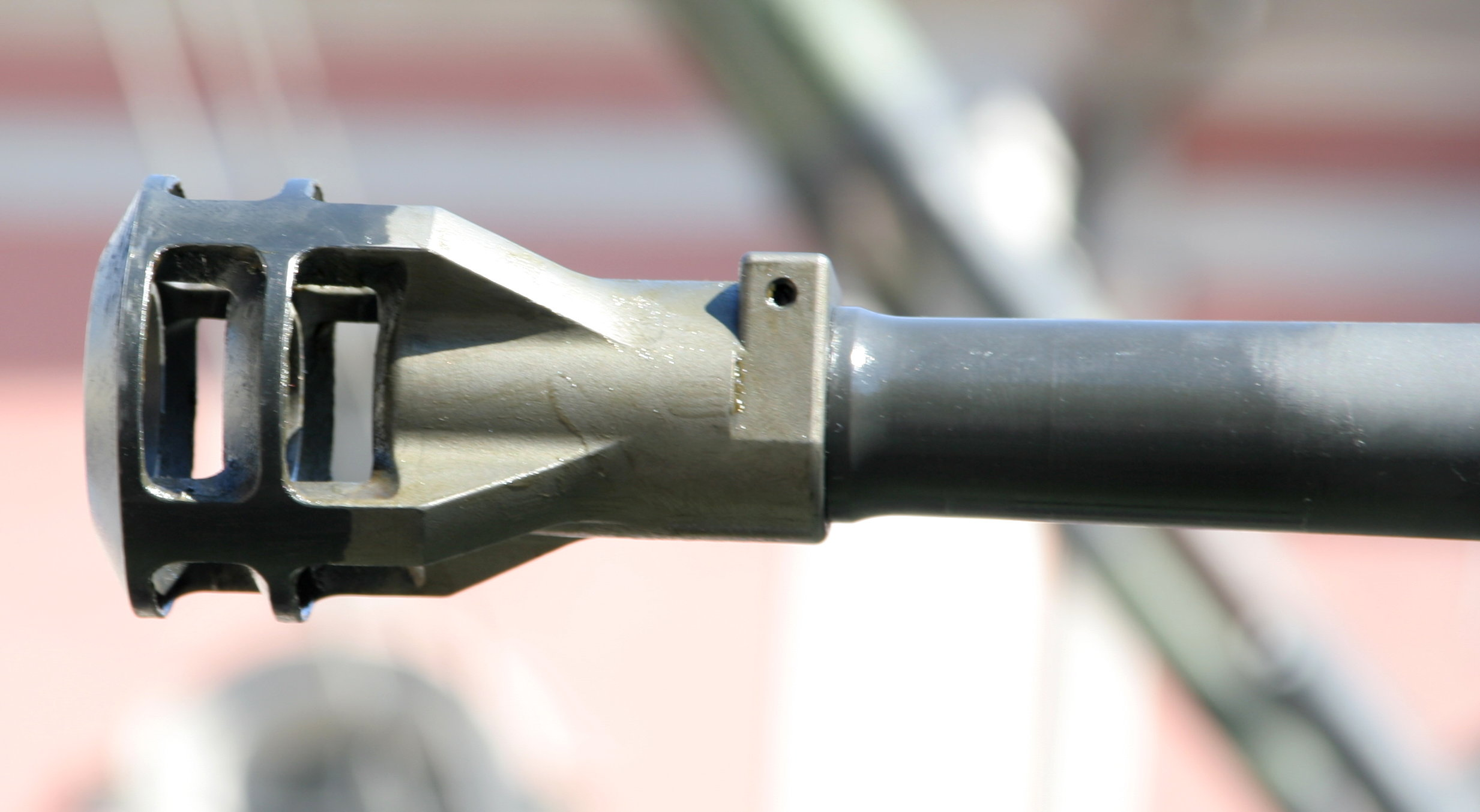
Il freno di un cannone automatico 30 mm Mauser

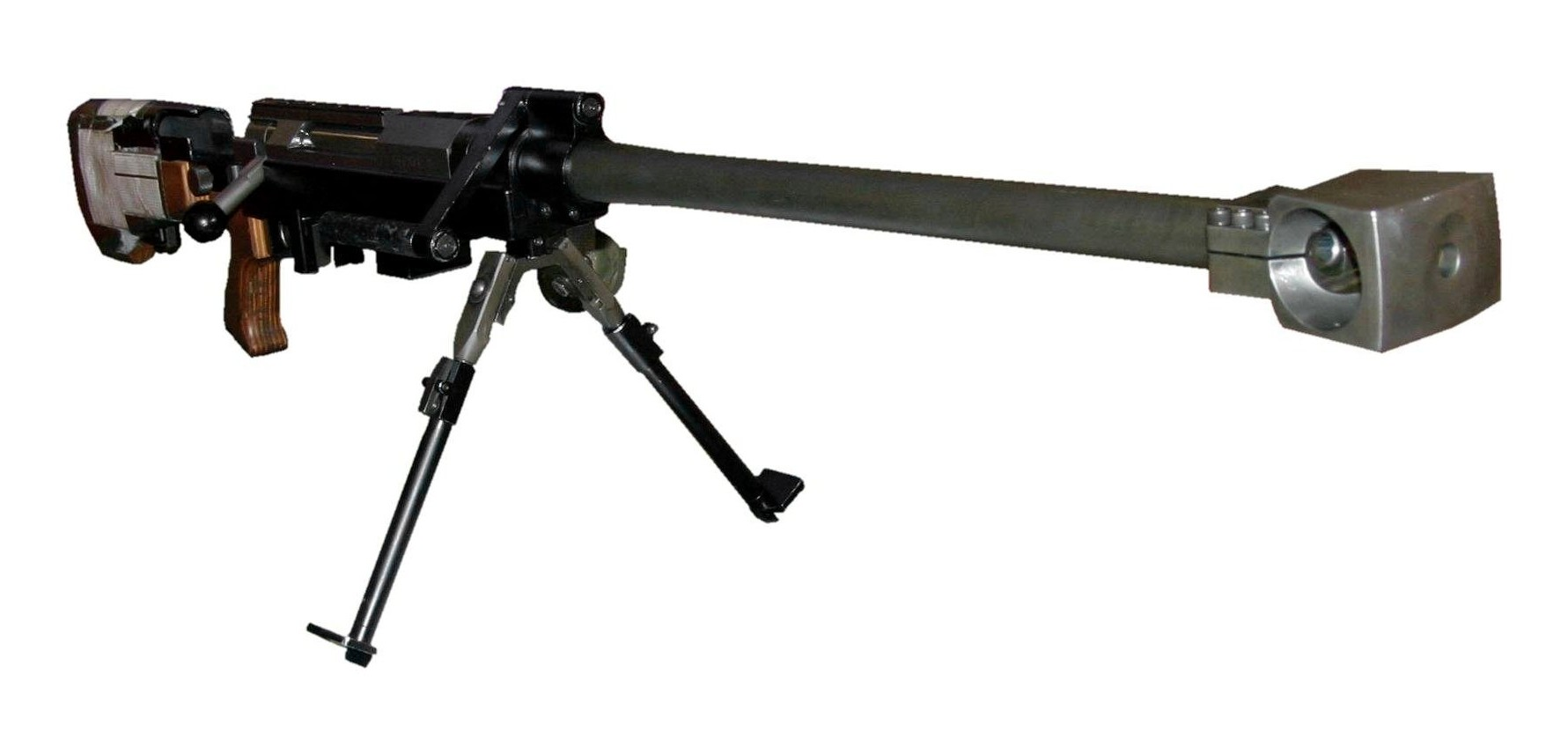
Freno del PGM Hécate II.

Gli svantaggi principali sono l'aumento del livello sonoro per gli operatori, poiché le onde sonore, invece che in avanti si propagano anche nelle direzioni perpendicolari e a volte verso gli utilizzatori. La fiamma è più visibile, marcando il punto dello sparo, e in più lo spostamento d'aria fa alzare la polvere, diminuendo la visibilità degli utilizzatori e rivelando la posizione di tiro. In generale, i freni di bocca aggiungono lunghezza, massa e diametro alla canna, nella parte con maggiore influenza sul tiro. Possono causare una concussione ai seni paranasali dei tiratori, specialmente nei fucili di grosso calibro.
Nel caso di pistole del tipo magnum, l'adozione di un freno di bocca è impossibile, in quanto i livelli sonori registrati alla bocca eccedono i 160 decibel. La soglia di rumore al di sopra della quale si hanno danni permanenti all'udito, si ha al superamento del valore di 120 dB. Poiché anche i migliori sistemi di protezione non sono in grado di attenuare più di 35 dB circa, adottando un freno di bocca con queste armi e quindi esponendo il tiratore a pressioni sonore di questo tipo, anche con protezioni uditive si avrebbero danni permanenti all'udito.  Normali tappi per le orecchie attenuano tra i 20 e i 30 dB in base alla costruzione e modalità d'uso, usando insieme tappi e cuffie, offre al massimo una protezione di 36 dB, valore ancora insufficiente in questa e altre applicazioni con armi da fuoco molto rumorose.
Un'arma con freno di bocca non può montare anche un silenziatore, in quanto i gas espulsi ad angolo non possono essere silenziati.

## Differenza con i tromboncini antifiamma

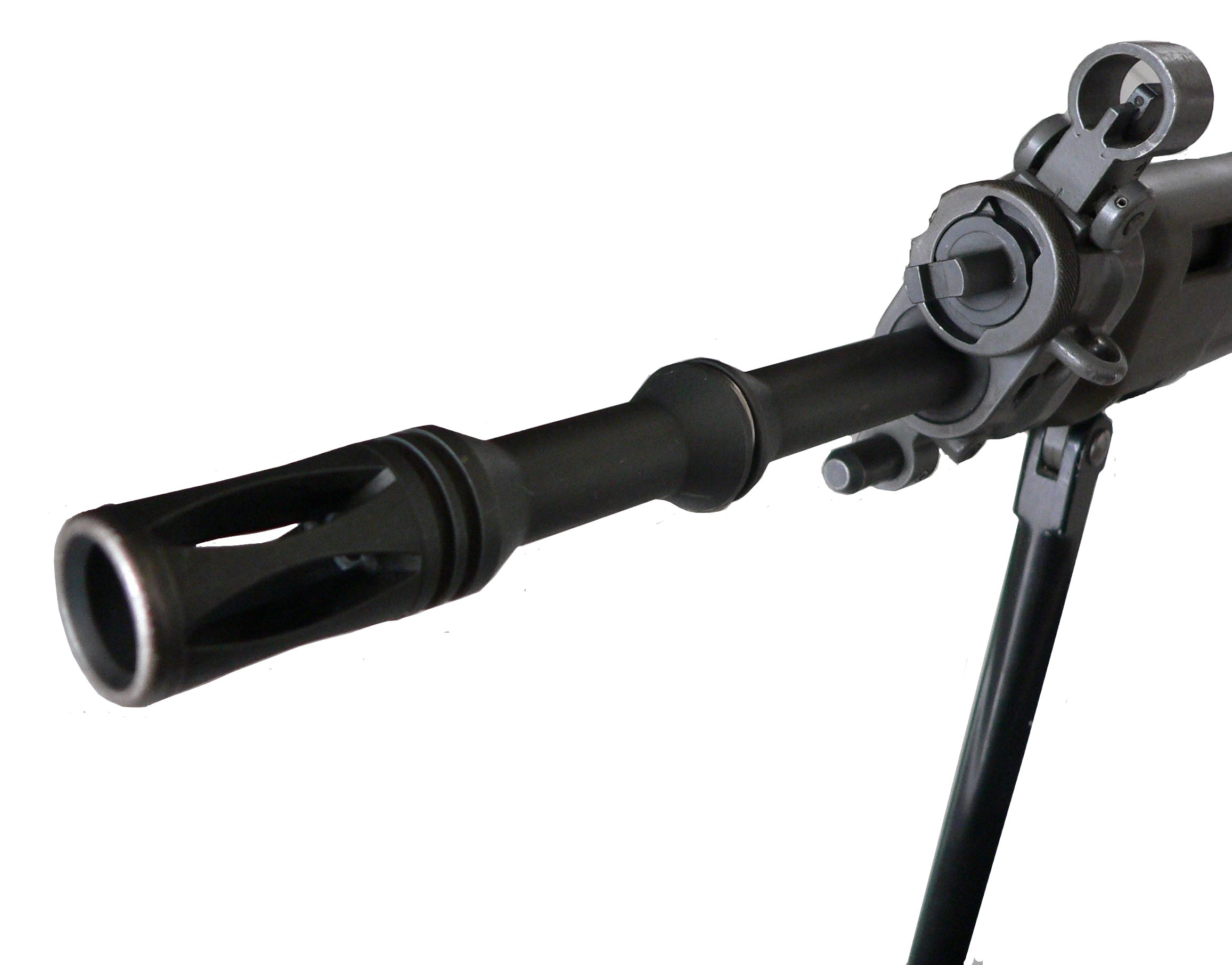
Tromboncino rompifiamma del fucile d'assalto Sig 550.

Oggetti simili ai freni di bocca sono i tromboncini rompifiamma e i coni rompifiamma, che però non diminuiscono il rinculo, né l'alzo della canna se non in maniera occasionalmente minima, ma servono soltanto a dividere la fiamma alla bocca, per non disturbare la linea di tiro dell'operatore.